# Stazione di Cervo-San Bartolomeo
Stazione di Cervo-San Bartolomeo vasútállomás Olaszországban, Cervo településen.

## Vasútvonalak
Az állomást az alábbi vasútvonalak érintik:
- Genova–Ventimiglia-vasútvonal

## Kapcsolódó állomások
A vasútállomáshoz az alábbi állomások vannak a legközelebb:
- Stazione di Diano Marina
- Stazione di Andora